# Cumanos
Los cumanos, conocidos en Rusia en lengua eslava como pólovtsy o polovtsianos (en turco: Kumanlar, en húngaro: kunok, en ruso: пóловцы, pólovtsy, en ucraniano: половцi, pólovtsi) son un exónimo en Europa Occidental para los cupchacos o kipchaks occidentales, una tribu nómada del grupo túrquico occidental que habitó el norte del mar Negro y el río Volga y se asentó en diversas partes de Europa central y oriental, como en Hungría y Rumanía durante el siglo XIV.
Hablaban el cumano, hoy una lengua muerta documentada en el Codex Cumanicus, un manual lingüístico usado por los misioneros católicos.

## Historia

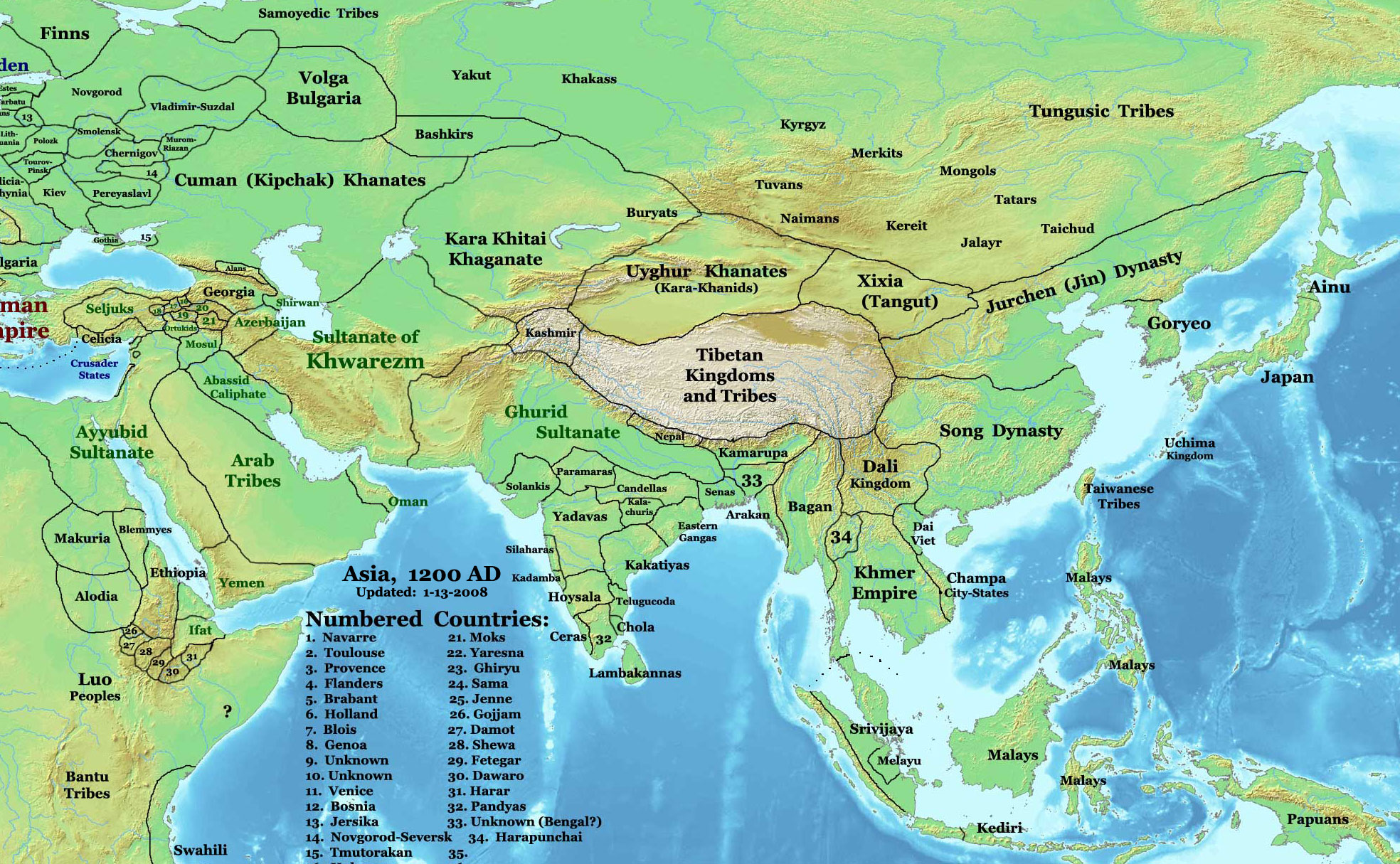
Tierras de los cumanos en el mapa de Asia en el.

Los cumanos entraron en las tierras que hoy en día conforman el occidente de Kazajistán y Uzbekistán, el sur de Ucrania, Moldavia, Valaquia y Transilvania aproximadamente en el siglo XI. Una vez conquistada esta región, continuaron sus razias y rapiñas por el Imperio bizantino, el Reino de Hungría y el Rus de Kiev.

### Los cumanos en Bulgaria
En 1089 fueron derrotados por Ladislao I de Hungría. Tras aliarse con los valacos y los búlgaros durante la rebelión valaco-búlgara llevada a cabo por los hermanos Iván Asen y Pedro de Veliko Tárnovo, se cree que los cumanos desempeñaron un importante papel en la victoria final de dicho levantamiento contra Bizancio y en la restauración de la independencia de Bulgaria 1185.
Se considera que los hermanos, fundadores de la dinastía Asen, pudieron haber sido completa o parcialmente de ascendencia cumana. Dos dinastías posteriores del Segundo Imperio Búlgaro, la dinastía Terter y la dinastía Shishman, fueron también parcialmente cumanas.

### Los cumanos en Hungría
Los cumanos fueron derrotados en muchas ocasiones durante la primera mitad del siglo XI con posterioridad a sus incursiones en el reino de Hungría. El rey Salomón de Hungría y Ladislao I de Hungría fueron los principales comandantes de las campañas anticumanas y los vencieron en 1068 en la batalla de Cserhalom, en 1085 en la de Kisvárda y en 1091 en la librada a orillas del río Temes.
Los cumanos sufrieron una gran derrota a manos del gran príncipe Vladímir II Monómaco de Kiev en el siglo XII y fueron debelados por los tártaros en 1238, tras lo cual la mayoría huyó de Valaquia y Moldavia para buscar refugio en Hungría, Bulgaria y el Imperio bizantino. Después de muchos enfrentamientos con los húngaros, fueron finalmente expulsados de su país y se unieron a sus parientes de Bulgaria. Sin embargo, algún tiempo después se invitó a un gran número de cumanos a volver y asentarse en Hungría. Los que quedaron se dispersaron en la estepa de lo que hoy en día es Rusia y se unieron al kanato de la Horda de Oro.
Tras estas derrotas comenzaron finalmente a asentarse en el territorio húngaro y a adoptar el estilo de vida húngara cristiana.
El rey Béla IV de Hungría (1202-1270) permitió su asimilación cultural, haciéndolos adoptar la fe cristiana y el idioma húngaro, a cambio de autorizarles a vivir en Hungría y defenderla ante agresores. De esta manera, en el siglo XIII, los cumanos occidentales adoptaron el catolicismo de los húngaros, mientras que los cumanos orientales se convirtieron al islam de los mongoles.
La diócesis católica de los cumanos se fundó en Milcov en 1227 e incluía la actual Rumanía y Moldavia. Mantuvo este título hasta 1523. La descendencia de los cumanos islámicos del este actualmente se encuentra entre los pueblos kazajo, kirguís, baskirio, karachái, balkario, karakalpak, nogay, tártaro de Kazán y del Volga, tártaros de Crimea, cumuco y karaim.
A mediados del siglo XIII, el rey Ladislao IV de Hungría (1262-1290) fue apodado Ladislao el Cumano, puesto que su padre, el rey Esteban V, había tomado por esposa a una princesa cumana. Ladislao IV pasó gran parte de su tiempo rodeado de cumanos e inclusive adoptó parte de su vestimenta y costumbres. Con su muerte, cesó la influencia los cumanos en Hungría, y posiblemente se asimilaron totalmente a la población húngara.

### Los cumanos en la actual Rumanía

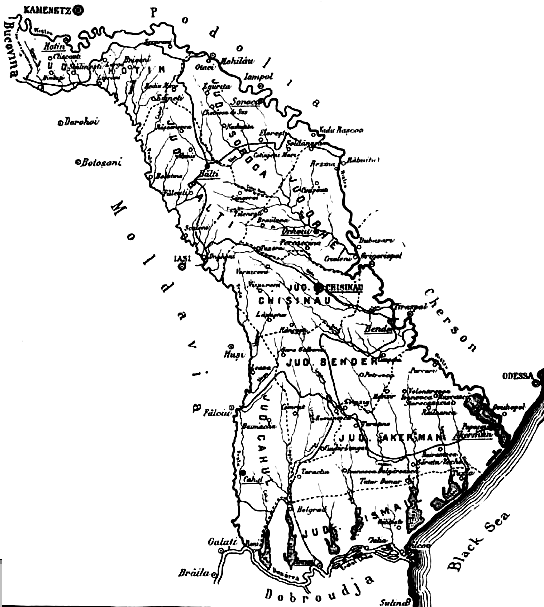
Mapa de Besarabia.

La influencia cumana en la región de Valaquia y Moldavia fue tan grande que sus primeros gobernantes llevaban nombres cumanos: algunos piensan que el hecho de que fueran o no etnias valaco-rumanas o cumanas es históricamente irrelevante y difícil de probar. Sin embargo, teniendo en cuenta que dos de ellos gobernaron territorios que antiguamente pertenecían a los líderes rumanos mencionados en el Diploma de los Caballeros Hospitalarios desde 1247 y, más aún, teniendo presente que no hay evidencia arqueológica alguna que demuestre la presencia continuada de población cumana (solamente documentos húngaros en los que aparece población valaca que pagaba sus impuestos), algunos historiadores han determinado que Bassarab I y Tihomir fueron tan rumanos como la población a la que gobernaban. El primero, hijo del Príncipe Tihomir de Valaquia, logró la independencia de Hungría a principios del siglo XIV. El nombre Bassarab o Basarabo se considera de origen cumano y significa "Rey Padre".
También la zona comprendida del actual país de Moldavia y Odesa recibe el nombre de Besarabia, seguramente por la misma causa. Entonces, teniendo en cuenta que ambos nombres son de origen cumano y que cuando Basarab gobernaba varios claustros e iglesias recibieron nombre cumano, la teoría más aceptada es que él y su padre eran de origen cumano (Tihomir tomó como esposa a María, hija del Voivoda valaco Bărbat, heredando de esta manera el trono).

## Legado

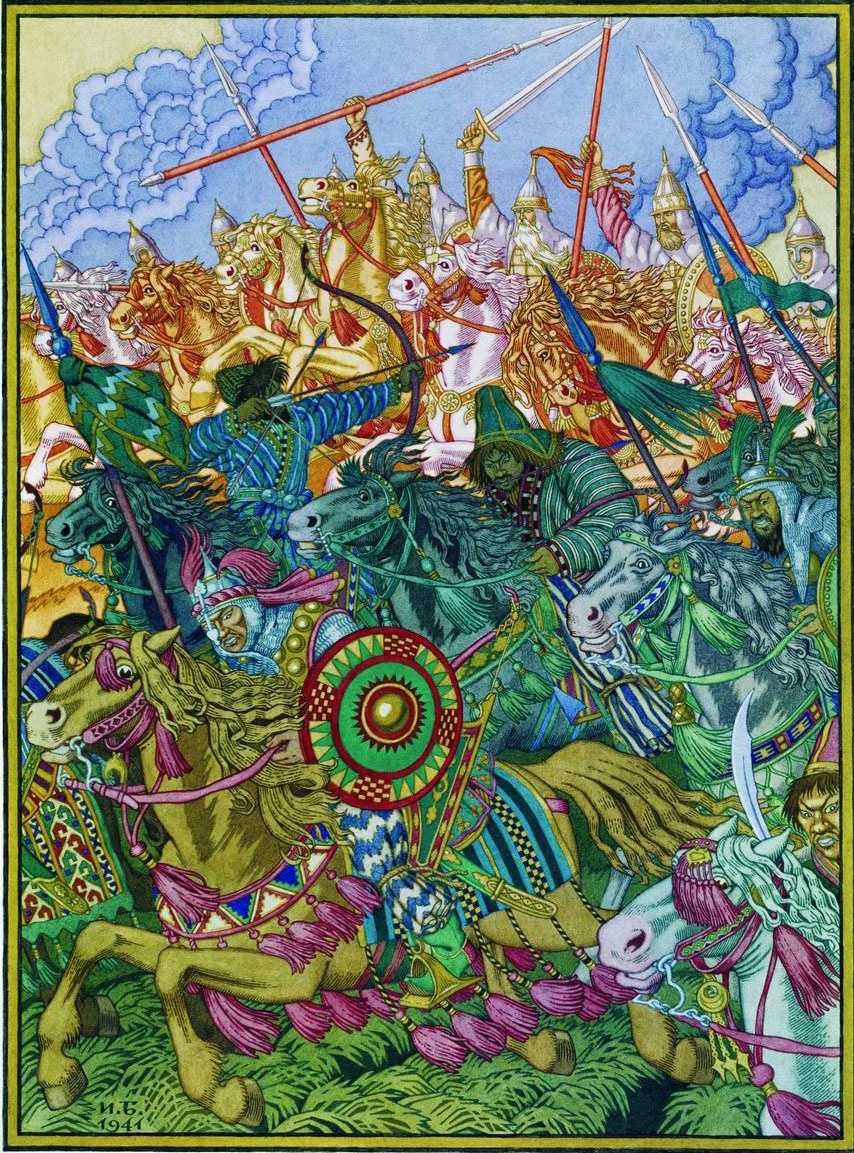
Ilustración de Iván Bilibin para el Cantar de las huestes de Ígor.

Si bien los cumanos fueron gradualmente asimilados en las poblaciones europeas orientales, sus nombres pueden verse aún hoy día en topónimos tan lejanos entre sí como Kumanovo, en el noreste de Macedonia del Norte, Comăneşti en Rumanía y Comana en Dobruja. Los cumanos también se establecieron en Hungría y se les permitió autogobernarse. En este país, la palabra aplicada a los cumanos (kún) aún se conserva en los nombres de provincias, como Bács-Kiskun y Jász-Nagykun-Szolnok, y de ciudades como Kiskunhalas, Kiskuknszentmiklós, etc. En las provincias donde fueron asimilados, muchos apellidos derivan de las palabras que se usaban para designar a este pueblo (como coman, Kuman o kun). Topónimos de origen cumano pueden encontrarse especialmente en los condados rumanos de Vaslui y Galaţi, entre ellos los nombres de ambos condados.
En Bulgaria, nombres de lugares referidos a los cumanos pueden encontrarse en varias villas, por ejemplo, Kumanite en provincia de Gabrovo y Kumanovo en la provincia de Varna.
Hay personas famosas que llevan estos apellidos, como la gimnasta Nadia Comăneci, la poetisa Otilia Coman (Ana Blandiana) y el futbolista Gigel Coman, todos rumanos. Se pueden ver también estas huellas en los apellidos búlgaros Kumanov (Kumanova en femenino), en la variante macedonia Kumanovski (Kumanovska en femenino) y en el húngaro Kun/Kún.
Para saber más sobre la relación entre los rusos y los cumanos (pólovtsy en ruso), véase la batalla del río Stugna, la batalla del río Kalka y el Cantar de las huestes de Ígor. Algunas Danzas Polovtsianas figuran en El príncipe Ígor, la ópera de Aleksandr Borodín.

## Cultura
A pesar de su estatus histórico, los orígenes étnicos de los cumanos son inciertos, aunque sus características antropológicas sugieren que su origen geográfico pudo haber sido Asia central, al sur de Siberia. Robert de Clari, historiador medieval francés, describió a los cumanos como guerreros nómadas que no habitaban casas ni granjas, sino que vivían en tiendas de campaña y comían leche, queso y carne. Los caballos llevaban un saco con el alimento atado a las bridas, y en un día y una noche podían cabalgar siete mansio (días de viaje). Se iban de campaña sin llevar ningún equipaje, y cuando regresaban, traían todo lo que podían cargar, llevaban pieles de oveja y se armaban con arcos compuestos y flechas. Rezaban al primer animal que veían por la mañana. Los cumanos, como los búlgaros, eran conocidos por beber la sangre de sus caballos (cortando una vena) cuando se quedaban sin agua y estaban lejos de cualquier fuente disponible. Otra interesante costumbre de los cumanos eran las elaboradas máscaras que portaban en batalla, a las que daban forma para llevarlas sobre el rostro.
Una característica típica eran los bigotes. El traje tradicional cumano consistía en pantalones y un caftán, ceñidos con un cinturón. Los hombres se afeitaban la coronilla, mientras que el resto del pelo lo trenzaban. Los cumanos solían llevar sombreros y cascos puntiagudos.
La actividad principal de los cumanos era la ganadería. Criaban caballos, ovejas, cabras, camellos y otros tipos de ganado. En verano se desplazaban al norte con sus rebaños y en invierno, al sur. Algunos cumanos llevaban una vida semisedentaria y trabajaban en el comercio y la agricultura. Principalmente vendían y exportaban animales, sobre todo caballos y productos animales. Los cumanos también desempeñaron el papel de intermediarios en el comercio entre Bizancio y Oriente, que pasaba a través de los puertos de Surozh, Oziv y Saksyn. Muchas rutas terrestres entre Europa y Oriente Próximo atravesaban territorios cumanos: Zaloznyi, Solianyi y Varangian. Las ciudades cumanas —Sharukan, Suhrov y Balin— aparecieron en la cuenca del río Donéts y en ellas solamente habitaban cumanos.

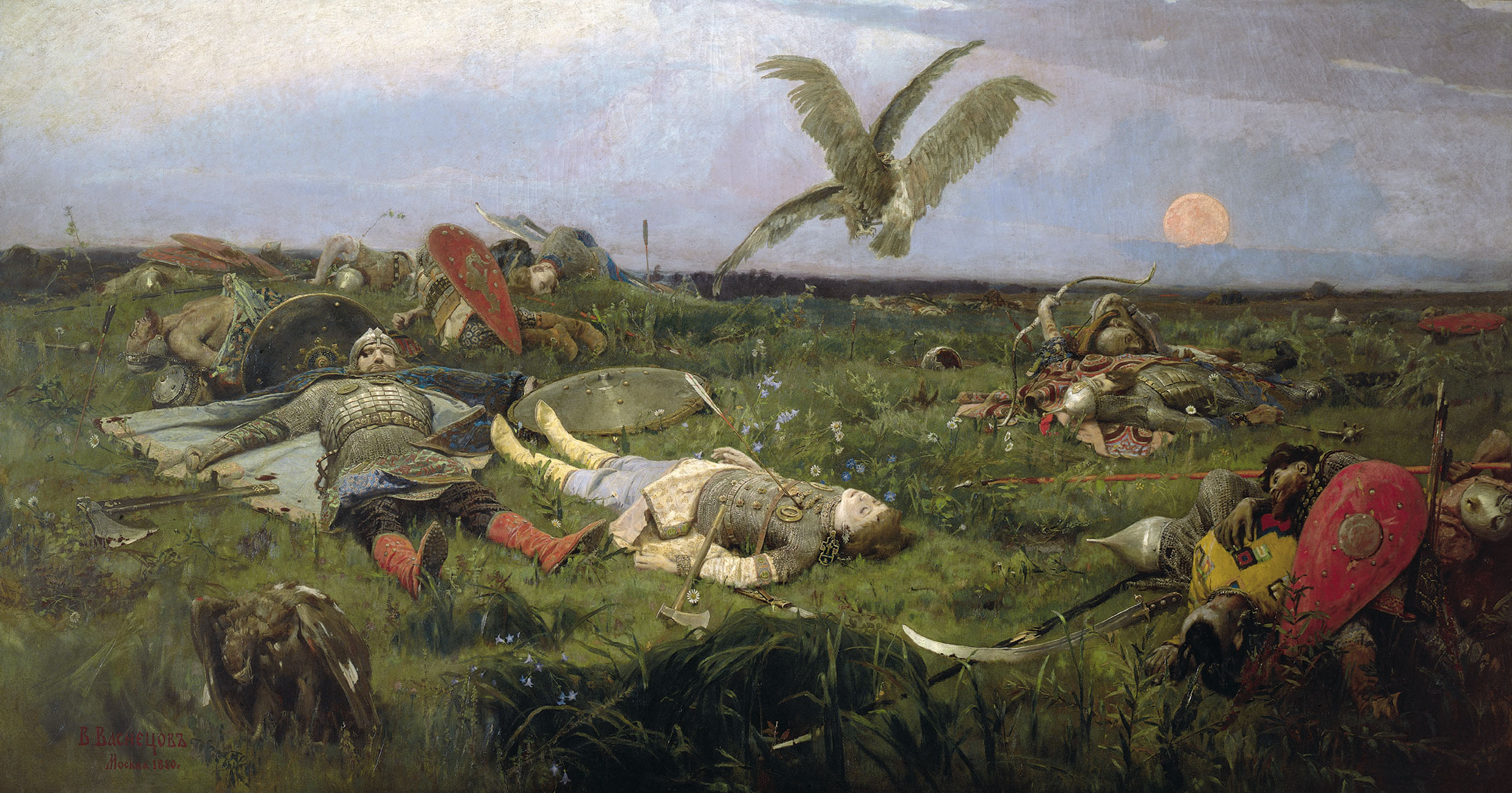
El campo de batalla de Ígor Sviatoslávich contra los pólovtsy por Víktor Vasnetsov.

Al estar cerca de los principados de la Rus de Kiev, los kanes cumanos y otras importantes familias comenzaron a hacer sus nombres más eslavos, por ejemplo: Yaroslav Tomzákovych, Hlib Tyriiévych, Yurii Konchákovych y Danylo Kobiákovych. Las familias principescas ucranianas a menudo emparentaban mediante el matrimonio con los kanes cumanos, lo que disminuía las guerras y los conflictos. Algunas veces, los príncipes y kanes efectuaron campañas conjuntas, por ejemplo, en 1221 atacaron la ciudad comercial de Sudak en el mar Negro, gobernada por la dinastía selyúcida y que interfería en las actividades comerciales Rus’-cumanas.
Nicetas Choniates, al describir una batalla en Beroe a finales del siglo XII, aportó una interesante descripción de las técnicas guerreras de los cumanos:

[Los cumanos] luchaban a su manera tradicional, aprendida de sus padres. Atacaban, disparaban sus flechas y comenzaban a luchar con lanzas. Después de poco tiempo su ataque se convertía en huida para obligar al enemigo a perseguirlos. Luego daban la cara en vez de la espalda, como aves atravesando el aire, y luchaban cara a cara con sus asaltantes con aún mayor valentía. Hacían esto varias veces, y cuando se impusieron sobre los romanos [bizantinos], dejaron de darse la vuelta nunca más. Tomaron sus espadas, soltaron un rugido espantoso y cayeron sobre los romanos más rápidamente que un pensamiento. Asían y mataban a aquellos que luchaban con valor y también a los que se comportaban cobardemente.

## Codex Cumanicus
El Codex Cumanicus, que fue escrito por mercaderes italianos y misioneros alemanes entre 1294 y 1356, : 173  era un manual lingüístico para la lengua cumana túrquica de la Edad Media, diseñado para ayudar a los misioneros católicos a comunicarse con los cumanos. Constaba de un glosario latino-persa-cumano, observaciones gramaticales, listas de bienes de consumo y adivinanzas cumanas.: 176  La primera copia se escribió en el monasterio de San Juan, cerca de Saray. Se cree que una copia posterior (1330-1340) se escribió en un convento franciscano. Más tarde, se combinaron diferentes secciones del códice, como el Libro del Intérprete (para uso comercial y mercantil) y el Libro de los Misioneros (que contiene sermones, salmos y otros textos religiosos junto con adivinanzas cumanas).
El Libro del intérprete consta de 110 páginas; las páginas 1-63 contienen verbos ordenados alfabéticamente en latín, persa y cumano. El Libro de los misioneros contiene listas de vocabulario, notas gramaticales, adivinanzas cumanas, textos religiosos y algunos versos en italiano. Las adivinanzas cumanas son el material documentado más antiguo de adivinanzas turcas y constituyen el folclore turco. Algunas de las adivinanzas tienen equivalentes modernos casi idénticos (por ejemplo, en kazajo). El Codex Cumanicus se compone de varios dialectos cumano-kipchak.
La lengua de los cumanos era una forma del turco kipchak y fue, hasta el siglo XIV, una lengua franca en gran parte de las estepas euroasiáticas. Varios glosarios de gramática cumano-kipchak-árabe aparecieron en tierras mamelucas en los siglos XIV y XV. Se supone que los cumanos tenían su propio sistema de escritura (mencionado por el historiador Gyárfás), que podría haber sido una escritura rúnica. La suposición de que los cumanos tenían una escritura rúnica también es sugerida por el académico Hakan Aydemir, quien mencionó una hebilla con escritura rúnica de una tumba cuman: 176 . También hubo cierta influencia lingüística judía jázara sobre los cumanos - las palabras cumanas shabat y shabat kun (que significa sábado) están relacionadas con la palabra hebrea Shabbat (que significa sábado). Estas influencias hebreas en la lengua pueden haber sido el resultado de contactos o matrimonios mixtos entre los jázaros y algunos de los cumanos a mediados del siglo XI.

## Antropología
Su origen étnico es incierto. Las fuentes chinas nombran a los Qincha (Kipchak) como de ojos azules y cabello “rojo” (en otra traducción, rojizo). Sin embargo, según la mayoría de los eruditos soviéticos, la mayor parte de las tribus de habla turca de los Cumanos-Kipchaks eran de pelo negro y ojos marrones con una mezcla de Mongoloide y Caucasoide. Un estudio genético realizado en los entierros cumanos en Hungría determinó que tenían sustancialmente más linajes de Genoma mitocondrial de Eurasia Occidental.Las pinturas y miniaturas de entre los siglos XII y XIV (próximos al asentamiento de los cumanos en Europa Central) tienden a respaldar la imagen de una población mixta que sugieren los análisis craneométricos y genéticos. En el Anjou Legendarium aparecen representados con rasgos del este de Asia y cabello oscuro, mientras que un fresco en la iglesia de Kraskovo en Eslovaquia confirma el estereotipo del cumano rubio.El antropólogo ruso Oshanin (1964: 24, 32) señala que el fenotipo "mongoloide", característico de los kazajos y kirguises modernos de habla kipchak, prevalece entre los cráneos de los nómadas históricos Kipchak y pechenegos que se encuentran en Asia Central y Ucrania; Lee y Kuang (2017) proponen que el descubrimiento de Oshanin se explica asumiendo que los descendientes modernos de los Kipchaks históricos son Kazajos, cuyos hombres poseen una alta frecuencia del subclado C2b1b1 del haplogrupo C2 (59,7 a 78%). Lee y Kuang también sugieren que la alta frecuencia (63,9%) del haplogrupo paterno R-M73 de ADN-Y entre los Karakypshaks (una tribu dentro de los Kipchaks) permite inferir sobre la genética de los ancestros medievales de los Karakypshaks, explicando así porque se describieron algunos Kipchaks medievales como poseedores de "ojos azules o verdes y cabello rojo", siendo estos los que se habrían asentado en Bulgaria, Rumania y Hungría